# Paul Temple und der Fall Vandyke
Paul Temple und der Fall Vandyke ist ein achtteiliges Hörspiel aus der Paul-Temple-Reihe von Francis Durbridge, das der NWDR Köln im Jahre 1953 produzierte und in der Zeit vom 12. September bis 30. Oktober 1953 erstmals ausstrahlte. Die gesamte Spieldauer beträgt 314 Minuten.

## Titel der einzelnen Folgen
1. Babysitter
2. Was in Marlow passiert
3. Mr. Droste wird vorgestellt
4. Boulevard Seminaire
5. Roger Shelly gibt einen Wink
6. Der Verdächtige Nr. 1
7. Steve hat Besuch
8. Mr. Vandyke

## Handlung
Als die junge Witwe Mary Desmond in Begleitung von Terry Palmer eines Abends von einem Abendessen nach Hause kommt, sind sowohl ihr 18 Monate altes Baby als auch ihre Babysitterin Miss Millicent spurlos verschwunden. Auf einem Telefonblock findet sie in Miss Millicents Handschrift die Notiz „Ein Mr. Vandyke hat angerufen; keine Bestellung hinterlassen“. Aber niemand scheint diesen Mister Vandyke zu kennen. Da auch Miss Millicent nicht mehr auftaucht, muss Scotland Yard von einer Kindesentführung ausgehen. Sir Graham Forbes und Inspektor Eden bitten den Schriftsteller und Privatdetektiv Paul Temple um Mithilfe.
Queenie Edwards, die Mitbewohnerin von Miss Millicent, hat eine wichtige Nachricht für Paul Temple und verabredet sich deshalb mit ihm am Bahnhof Paddington. Als er und seine Frau Steve dort ankommen, erfahren sie, dass Queenie im Zug ermordet worden ist. Ihr Gesicht war vollkommen zerschnitten. Am nächsten Morgen erhalten die Temples einen Brief der Ermordeten. Darin befindet sich ein Garderobenschein des Commodore-Clubs. Das Gepäckstück, eine Aktentasche, die eine Puppe des verschwundenen Mädchens enthält, soll von Terry Palmer stammen. Dieser bestreitet das aber energisch.
Für ein Wochenende fahren die Temples in ein Hotel nach Marlow, da eine Spur dorthin zu führen scheint. Nachts finden sie in einem Hotelzimmer einen sterbenden Mann mit zahlreichen Schnittwunden im Gesicht vor, der sich ihnen am Nachmittag als Sergeant Digby vorstellte und von Anhaltspunkten in der Mordsache Edwards sprach. Auch ein gewisser Roger Shelly, der ein Vermittlungsbüro für Haushaltshilfen betreibt, scheint in die Sache involviert zu sein, zumal auch die verschwundene Miss Millicent sich über ihn gelegentlich vermitteln ließ. Die letzten Worte des vermeintlichen Sergeants sind: „Ein Mister Vandyke hat angerufen.“ Auf der Rückfahrt nach London wird ein Schuss auf den Wagen der Temples abgefeuert, bei dem die Windschutzscheibe zerbricht.
Vor dem Haus werden sie bereits von Mary Desmond und Terry Palmer erwartet, die berichten, dass das Baby plötzlich wieder aufgetaucht ist. Kurz darauf bittet Philip Droste Temple, ihn in seiner Wohnung aufzusuchen. Droste, dem unter anderem der Commodore-Club und das Hotel in Marlow gehören, möchte wissen, was sich in der Aktentasche befand, die Temple vor ein paar Tagen an der Herrengarderobe abgeholt hat.
Handschuhe von Mrs. Desmond und Drostes Gattin Vanessa sowie eine Quittung, die bei dem angeblichen Sergeant gefunden wurde, führen die Temples nach Paris in den Handschuhladen von Charles Maret, der die beiden zum Boulevard Seminaire 29 schickt, wo sie abends eine Person namens Palmer treffen sollen.
Am Nachmittag erfahren sie von Sir Graham, dass die Leiche von Miss Millicent aus der Themse gefischt wurde und dass es sich bei dem angeblichen Sergeant Digby um Harry de Wolfe handelt, einen Kriminellen, der in einen Rauschgiftschmuggel verwickelt war. Bei einem Bombenanschlag in einem Straßencafé wird Vanessa Droste getötet, die Temples kommen mit dem Schrecken davon. Wie zufällig halten sich auch Droste und sein Manager Bill MacCall in Paris auf.
In der Wohnung am Boulevard Seminaire finden Paul und Steve die Leiche von Maret. Auch sein Gesicht wurde mit einem Rasiermesser zerschnitten. Am Boden liegt das Feuerzeug von MacCall. Als das Telefon klingelt, nimmt Temple den Hörer ab, dann wird vom Haus gegenüber auf ihn geschossen. Eine Kugel trifft seinen Arm. Droste und MacCall werden von der französischen Polizei freigelassen, da sie für die Tatzeit ein stichhaltiges Alibi nachweisen können.
Marian Faber, eine Malerin und Freundin von Shelly, gerät in Verdacht, einen Drohbrief mit der gefälschten Handschrift von Miss Millicent an diesen geschrieben zu haben. Als sie von Temple danach befragt wird, erklärt sie, dass die Sache nur als Scherz gemeint war. Der Detektiv glaubt ihr nicht und sieht sie in den Fall verwickelt, zumal sie auch mit Terry Palmer befreundet ist. Zu Palmer sagt Temple, dass er ihn für den Verdächtigen Nummer 1 halte.
Roger Shelly kommt ganz aufgeregt zu den Temples und berichtet, dass ein Mann ihn in seinem Bett mit einem Rasiermesser attackiert habe und er nur mit dem Mut der Verzweiflung den Angreifer abwehren konnte. Er habe ihn nicht erkannt, aber ein Indiz könnte auf Droste oder Palmer hinweisen.
Mary Desmond wird hinter dem Commodore-Club überfallen und schwer misshandelt. Im Krankenwagen macht sie Temple gegenüber eine wichtige Aussage. Miss Millicent hat, ohne es zu wissen, im Auftrag der Bande Rauschgift in verschlossenen Päckchen an diverse Kunden verteilt, darunter auch an Vanessa Droste. Als sie dahinterkam, wollte sie nicht mehr mitmachen. Weil man sie unter Druck setzte, hatte sie ihrerseits das Baby entführt, um den Spieß umzudrehen. Vandyke aber machte sie ausfindig und tötete sie. Queenie Edwards musste letztendlich sterben, weil sie von ihrer Freundin eingeweiht worden war und sich weigerte, die Stelle von Miss Millicent einzunehmen. Auch Mary Desmond erliegt ihren schweren Verletzungen.
Marian Faber versucht vergeblich, Steve aus ihrer Wohnung zu entführen und gerät dabei selbst in ihre eigene Falle. Temple verlangt von ihr, in seinem Auftrag einen Brief zu schreiben.
Am nächsten Tag bittet Paul Philip Droste, in seiner Wohnung eine Cocktailparty zu veranstalten und übergibt ihm die Gästeliste. Als sich alle an dem Fall Beteiligten eingefunden haben, erklärt Temple, dass der eigentliche Kopf des Rauschgiftringes Maret war und Vandyke sein Vertreter in London. Mit den Handschuhen mussten sich die Kuriere von der Insel bei Maret ausweisen. Dann ließ Vandyke Maret beseitigen und übernahm selbst die Organisation. Als Droste sagt, dass er von Vandyke wegen der Rauschgiftsucht seiner Frau erpresst werde, zieht Terry Palmer einen Revolver. Bei einem Handgemenge schießt er versehentlich Marian Faber an und stürzt sich dann durch das Fenster in die Tiefe.
Am nächsten Tag fahren Temple und Sir Graham mit dem Zug nach Marlow. Während der Fahrt betritt Paul alleine das Abteil, in dem Shelly sitzt, und macht ihm klar, dass nur er Vandyke sein könne. Als Shelly mit einem Rasiermesser angreifen will, betreten Droste und MacCall das Abteil und entwaffnen den Angreifer. Temple verlässt das Abteil, um Sir Graham Forbes zu holen. MacCall öffnet die Waggontür und Droste drängt Shelly aus dem fahrenden Zug.

## Besetzung
- René Deltgen: Paul Temple
- Annemarie Cordes: Steve, seine Frau
- Kurt Lieck: Sir Graham Forbes
- Herbert Hennies: Charlie, Diener der Temples
- Kurt Meister: Inspektor Eden
- Gustav Knuth: Philip Droste
- Hermann Pfeiffer: Bill MacCall
- Wolfgang Wahl: Roger Shelly
- Magda Hennings: Mary Desmond
- Peter René Körner: Terry Palmer
- Lilly Towska: Vanessa Droste
- Hertha Heger: Marian Faber
- Alf Marholm: Sergeant Digby
- Renate Hofrichter: Queenie Edwards
- Karl-Maria Schley: Charles Maret
- Frank Barufski: Louis Franz / Telefonist
- Karl Heinz Bender: Luke, Pariser Taxifahrer
- Ludwig Thiesen: Bert Walters, Garderobier
- Friedl Münzer: Madame Flaubert
- Leopold Reinecke: Sergeant Wrighton
- Fritz Leo Liertz: George, Hausdiener
- Mira Hinterkausen: Krankenschwester
- Kurt Faber: Französischer Telefonist
- Christa Korn: Telefonistin u. v. a.

- Deutsch von Marianne de Barde
- Musik: Hans Jönsson
- Regie: Eduard Hermann

## Veröffentlichungen
- Paul Temple und der Fall Vandyke ist beim Audio Verlag auf CD und MC erschienen. (ISBN 3-89813-316-8)